# Kirk Hammett
Kirk Lee Hammett (n. 18 noiembrie 1962, San Francisco, California, Statele Unite ale Americii) este un chitarist, muzician, compozitor și autor american. El este chitaristul formației americane de heavy metal, Metallica. El a intrat în formație la 1 aprilie 1983, înlocuidu-l pe Dave Mustaine, care a părăsit formația în urma unor neînțelegeri cu Hetfield, Ulrich și Burton, formând apoi un alt mare grup trash/heavy metal american - Megadeth.
Anterior, Hammett a făcut parte din trupa Exodus, manageriat de Mark Whittaker, cel care l-a și recomandat pe Hammett celor de la Metallica după plecarea lui Mustaine.